# Cere (gmina Žminj)
Cere – wieś w Chorwacji, w żupanii istryjskiej, w gminie Žminj. W 2011 roku liczyła 146 mieszkańców.